# 境正一郎
境 正一郎（さかい しょういちろう、1928年 - ）は、日本の数学者。公益財団法人川井数理科学財団理事長。専門は作用素環論。

## 人物
1928年 栃木県鹿沼市生まれ。1953年 東北大学卒業、1961年 東北大学にて博士号を取得。
1960年から1964年まで早稲田大学の教員を務めた後、ペンシルバニア大学に移り1966年から1979年まで教授の職にあった。また1997年に退職するまで日本大学文理学部教授を務めていた。退職後は東北大学理学部内にある数理科学振興のための公益財団法人川井数理科学財団の理事長を務めている。
主な業績は「作用素環論における微分論とその応用」である。「ノイマンが数学の一分野として確立した作用素環論は、荒木不二洋、境正一郎、竹崎正道、冨田稔など日本人の著しい活動とアラン・コンヌやヴォーン・ジョーンズらの研究によりさらに発展した」と言われている。
また、Springer-Verlag社から出版（再版）されている "C *-algebras and W *-algebras" は、分野の教科書として広く使われている。

## 著作
- "C *-algebras and W *-algebras", Springer-Verlag 1971, Ergebnisse der Mathematik und ihrer Grenzgebiete, Volume 60, ISBN 3-540-63633-1 (republished in 1998 in Classics in Mathematics)
- "Operator algebras in dynamical systems, the theory of unbounded derivations in C*-algebras," Cambridge University Press (1991), ISBN 0-521-40096-1

## 受賞および講演歴
- 1978年 ICM 1978 Helsinki 招待講演[5]
- 1992年 日本数学会秋季賞[3]
- 2013年 アメリカ数学会フェロー[6]